# غواصة يو بي-108
يو بي-108 غواصة ألمانية من فئة يو بي3 خدمت في البحرية الإمبراطورية الألمانية خلال الحرب العالمية الأولى. تم تكليفها في البحرية الإمبراطورية الألمانية في 1 مارس 1918 باسم يو بي-108.
فُقدت الغواصة يو بي-108 في يوليو 1918 في القناة الإنجليزية.